# Lekunberri
Lekunberri è un comune spagnolo di 1 178 abitanti situato nella comunità autonoma della Navarra.

Il comune venne creato nel 1996 come distaccamento da Larraun.